# Йордан Минков
Инж. Йордан Минков е български лесовъд и дългогодишен директор на Районна дирекция по горите-Варна.

## Биография
Йордан Минков е роден във Варна в семейство на преселници от Калофер, роднини на Христо Ботев. Той завършва лесовъдство в Софийския университет „Свети Климент Охридски“ с отличие през 1934 година, след което е назначен като управител на горите в областта на Сърница в Родопите, където той извършва редица облагородителни дейности в горите на Западните Родопи. След края на Втората световна война той се завръща в родната Варна, където е назначен за директор на Районна дирекция по горите-Варна през 1950 година. Именно като директор той постига най-големите си професионални успехи, сред които са облагородяването и съдействието за превръщането на Камчийския Лонгоз в резерват, поддръжката на лонгозните гори по поречието на река „Батова“ и създаването на редица от ветрозащитните пояси в Добруджа. Носител е на редица ордени за особени заслуги и на званието „Заслужил лесовъд на България“.
Най-големият си професионален успех инж. Минков постига със запазването на природен парк „Златни пясъци” от пълно изсичане. След началото на строителството на курорта „Златни пясъци“ и пътя свързващ Варна с бъдещия курорт се заражда идеята този път да продължава право напред към Балчик, а курортът да се разрасне около двете му страни. Това е означавало пълното унищожаване на природния парк. Инж. Йордан Минков като директор на Горското стопанство се противопоставя на тези планове, добре осъзнавайки риска не само да бъде уволнен, но и да бъде изпратен в работнически лагер. Неговата активна позиция успява да спре плановете за унищожаване на парка и редуциране на размерите на курорта до тези, които познаваме днес. За заслугите му след смъртта му през 1995 година е построена мемориална чешма-паметник в парка, за да може всеки турист да си отпочине и да си спомни за човека, който залага кариерата и дори свободата си, за да спаси това варненско богатство.
| „ | За Варненската лесовъдска колегия инженер Йордан Минков остава пример за достойна професионална и гражданска позиция и безспорно с най-голям практически принос за доброто стопанисване на горите. Инж. Йордан Минков като началник на регионалното управление е заявил по повод забавяне на протоколите за изкореняване на горите: „Вие може да ме наказвате, но аз не мога да се съглася да изкореня десетки хиляди декара ценни и жизнени гори. Ние лесовъдите винаги се борим срещу всяко посегателство срещу горите, защото сме дали клетва. | “ |